# Leopold Ornstein
Leopold Ornstein, později po emigraci Leo Alfred Orsten (10. dubna 1913 Třebíč – 11. června 2005 USA), byl český voják a advokát.

## Biografie
Leopold Ornstein se narodil v roce 1913 v Třebíči jako jediné dítě Alfreda a Erny. Nejbližšími příbuznými jmenoval sestřenici Gerty a bratrance Bedřicha (později Fred). V šesti letech nastoupil na základní školu a následně na Gymnázium Třebíč a v roce 1932 na Právnickou fakultu Masarykovy univerzity, kterou ukončil s titulem doktor práv roku 1938. V mládí se v Třebíči přátelil s Viktorem a Jindřichem Strništěm.
V roce 1939 nastoupil na povinnou vojenskou službu do Vranova nad Topľou, již během základního výcviku byl převelen do důstojnické školy v Jihlavě. Cestou do Jihlavy onemocněl planými neštovicemi a byl hospitalizován v brněnské vojenské nemocnici. Během jeho hospitalizace bylo napadeno Československo. Po opuštění nemocnice mu bylo oznámeno, že převelení do Jihlavy se ruší, proto Leopold Ornstein odjel do Třebíče. Návrat nebyl příjemný, neboť veškeré majetky rodiny Ornsteinovy byly zkonfiskovány nacisty. Celá rodina se rozhodla odejít, cílem měla být Anglie, Francie, Jugoslávie nebo Palestina. V srpnu roku 1939 sestřenice Gerty získala peníze a pomohla zaplatit náklady na povolení k vystěhování se Bedřicha a Leopolda do Anglie, kde již žila. Leopold odešel do Británie o týden později než Bedřich, následně se setkali v bytě Gerty. V Londýně se rozhodli zatelefonovat Janu Masarykovi, který byl blízkým přítelem jejich dalšího bratrance Francise Lederera. Od Masaryka získali doporučující dopis adresovaný nově vznikající jednotce československé armády. V červnu roku 1940 měli být lodí odvezeni do Francie, kde se měli přidat k jednotce armády, ale ještě před naloděním bylo oznámeno, že Francie kapitulovala, a tak se nástup do bojů odložil. V září téhož roku se připojili k vojenské jednotce nedaleko Cholmondeley Parku.
V roce 1944 se vylodil Leopold Ornstein v Normandii, Bedřich Ornstein byl v roce 1944 převelen do Ruska, a tak se museli bratranci Ornsteinovi rozloučit. Leopold se zúčastnil kromě jiného i bitvy u Dunkerku. Po kapitulaci německé armády se Leopold jako velitel baterie s tankovou jednotkou přesunul postupně do Československa, kde cestu ukončili nedaleko Velhartic. Při cestě Prahou nedaleko sportovního obchodu potkal jednoho z bratrů Strnišťových. Následně se náhodně setkal i s Bedřichem, který přijel s ruskou armádou.
Po skončení druhé světové války se vrátil do Třebíče. Neměl se nicméně kam vrátit, neboť mu jen rodinný známý předal dopis od jeho rodičů. Posléze Bedřich nastoupil do jednotek UNRRA (Správa spojených národů pro pomoc a obnovu státům postiženým ve 2. světové válce) a vzhledem k tomu, že sháněli důstojníka s právním základem, tak Bedřich doporučil Leopolda. Leopold pak cestoval mezi Rotterdamem, Mnichovem a Frankfurtem, ale nakonec byl umístěn nedaleko Cleve, kde v rámci českého kontingentu zajišťoval dodávky zásobování do Československa.
V roce 1947 se vrátil do Prahy a nastoupil do právního oddělení české pobočky UNRRA, při práci v UNRRA se seznámil s Hannou Wallersteinovou. V témže roce byl někdejší vedoucí právního oddělení jmenován velvyslancem v Turecku a Leopold nastoupil na jeho místo. Po roce 1948 mu v březnu s pomocí UNRRA bylo umožněno odejít do pobočky ve Frankfurtu, kde se rozhodl zůstat.
V dubnu roku 1948 rezignoval na pozici v UNRRA a nastoupil do AJDC (American Joint Distribution Company) v Mnichově, kde se stal vedoucím dopravního oddělení. V červnu 1948 se opět setkal s Hannou, která utekla z Československa do Paříže, kde nastoupila do francouzského AJDC. Vzali se 11. prosince 1948 a následně se Hanna odstěhovala za Leopoldem do Mnichova, kde nastoupila do emigračního oddělení AJDC.
V roce 1949 získali americká víza a cestou do USA se v Londýně setkali s některými členy rodiny. Z Bremerhavenu odpluli do Spojených států dne 13. listopadu 1949. Po týdnu v New Yorku odjeli do Los Angeles, kde se setkali s Rudim Ledererem, který je ubytoval. Následně se setkal i s Francisem Ledererem.
Hanna nastoupila na pozici sekretářky a Leopold vystřídal několik nekvalifikovaných pozic. Následně nastoupil na pozici skladníka obchodu s dámským oblečením a do roku se stal manažerem jednoho z obchodů. Na této pozici pracoval tři roky. S partnerem pak začal podnikat jako importér a opravář dentálních pomůcek. Následně získal i brokerskou licenci realitního makléře. V roce 1959 se rozhodl založit vlastní brokerskou společnost. V roce 1998 odešel do důchodu a zemřel roku 2005 ve Spojených státech. Hanna zemřela v roce 2013 v Los Angeles.